# Grete Schickedanz
Grete Schickedanz (* 20. Oktober 1911 als Grete Lachner in Fürth; † 23. Juli 1994 ebenda) war eine deutsche Unternehmerin. Sie leitete das Versandhaus Quelle.

## Jugend
Grete Lachners Familie war kinderreich. In der Volksschule soll sie die Klassenbeste gewesen sein, durfte aber trotzdem nicht in eine höhere Schule wechseln oder gar studieren, weil ihre Eltern eine solche Ausbildung nicht finanzieren konnten.
Wegen der Einkommensverhältnisse ihrer Eltern verzichtete Grete Lachner später auch auf ihren Berufswunsch, Kindergärtnerin zu werden. Stattdessen trat sie im Januar 1927 mit 15 Jahren als fünftes kaufmännisches Lehrmädchen in die am 7. Dezember 1922 von Gustav Schickedanz (1895–1977) gegründete Großhandlung für Kurz-, Weiß- und Wollwaren in der Moststraße 35 in Fürth ein.
Im November 1927 eröffnete Gustav Schickedanz in Fürth das Versandgeschäft Quelle in der Königswarterstraße 10 (heute: Fürther Freiheit). Nachdem im Juli 1929 Gustav Schickedanz’ Frau Anna, sein fünfjähriger Sohn Leo und sein Vater Leo bei einem Verkehrsunfall ums Leben gekommen waren, kümmerte sich Grete Lachner um die kleine Tochter Louise.
Nach Abschluss ihrer Lehrzeit arbeitete Grete Lachner im Einkauf, den sie bald leitete. Allmählich entwickelte sie sich zur engsten Mitarbeiterin des Chefs, den sie auch bei Geschäftsreisen immer öfter begleitete.

## Heirat und erste unternehmerische Tätigkeit
Am 8. Juni 1942 heirateten die 30-jährige Grete Lachner und der 47 Jahre alte Gustav Schickedanz in der St.-Pauls-Kirche in Fürth. Im August 1943 wurde das Unternehmensgebäude durch einen Bombenangriff zerstört. Am 20. Oktober 1943 brachte Grete Schickedanz im Bunker der Nürnberger Frauenklinik ihre Tochter Madeleine zur Welt.
In Gustav Schickedanz’ Gesamtvermögen in Höhe von 9.331.735 Reichsmark waren laut der Klageschrift der Berufungskammer Nürnberg-Fürth vom 25. Februar 1949 über 7 Millionen Reichsmark aus jüdischem Besitz geflossen. Wie sich Anfang 1948 herausstellte, hatte er die durch Arisierung in seinen Besitz gelangten Grundstücke zwischen 1943 und 1945 auf seine Frau Grete und seine Tochter Madeleine übertragen.
Fast 5 Millionen DM musste Schickedanz 1951 allein an die drei Erben des mittlerweile verstorbenen Oskar Rosenfelder und dessen Bruder Emil auszahlen.
Nach Kriegsende erhielt Gustav Schickedanz, der seit dem 1. November 1932 Mitglied der NSDAP war und als NSDAP-Funktionär dem Stadtrat von Fürth angehört hatte, Berufsverbot, verlor sein Haus und lebte danach mit seiner Familie zunächst in einer Zwei-Zimmer-Wohnung in Hersbruck.
1946 eröffnete Grete Schickedanz an der Hersbrucker Braugasse einen Textilladen und hielt die alten Geschäftsverbindungen mit großen Herstellern aufrecht. 1948 zog der Laden in größere Räume am Eisenhüttlein um. Nach der Währungsreform am 20. Juni 1948 begann in der Trizone ein langanhaltender Wirtschaftsaufschwung, das sogenannte „Wirtschaftswunder“.

## Unternehmen Quelle
Im April 1949 kehrte Gustav Schickedanz, dessen Berufsverbot aufgehoben worden war, in das Unternehmen zurück. Die Eheleute Schickedanz bauten nun erneut das Versandhaus Quelle auf. 1954 sollen sie bereits 260 Millionen DM umgesetzt haben. Damals wurde Grete Schickedanz Generalbevollmächtigte und Mitglied des Unternehmensbeirats. 1974 soll Quelle schon 6,4 Milliarden DM Umsatz gemacht haben, und die Zahl der Mitarbeiter kletterte auf 36.000. Anfang 1975 trat Grete Schickedanz als persönlich haftende Gesellschafterin in die neugebildete Gustav und Grete Schickedanz Holding KG ein.
Grete Schickedanz engagierte sich für soziale Verbesserungen in ihrem Unternehmen. Auf ihre Initiative gehen unter anderem der Bau eines Altenheims und eines Kindergartens in Fürth zurück. Außerdem setzte sie für die Quelle-Mitarbeiter eine fortschrittliche Altersruhegeldregelung durch, wie sie erst Jahre später gesetzlich verankert wurde.
Als Gustav Schickedanz am 27. März 1977 starb, übernahm seine Witwe die Unternehmensleitung des Versandhauses Quelle. Im Frühjahr 1983 legte sie ihre Ämter nieder.

## Ehrungen
Für ihre Leistungen als Unternehmerin erhielt sie zahlreiche Auszeichnungen. Man verlieh ihr unter anderem das Bundesverdienstkreuz 1. Klasse (1971), das Große Bundesverdienstkreuz (1976) mit Stern (1981) und Schulterband (1991), die Bayerische Staatsmedaille für soziale Verdienste (1977), den Bayerischen Verdienstorden (1979), die Ehrensenatorwürde der Eberhard Karls Universität Tübingen (1978), die Titularprofessur der Republik Österreich (1981), die Goldene Bürgermedaille der Stadt Fürth (1978) sowie die Ehrenbürgerwürde von Fürth (1981) und Hersbruck (1981). Zudem war nach dem Tod ihres Mannes dessen Titel als griechischer Honorarkonsul auf sie übergegangen.